# Epicauta jeffersi
Epicauta jeffersi is een keversoort uit de familie van oliekevers (Meloidae). De wetenschappelijke naam van de soort is voor het eerst geldig gepubliceerd in 1980 door Pinto.